# Эллис, Октавиус
Окта́виус Э́ллис (англ. Octavius Ellis; род. 10 марта 1993, Мемфис, штат Теннесси, США) — американский профессиональный баскетболист, играющий на позиции центрового.

## Карьера
Эллис начал свою студенческую карьеру в университете Цинциннати, но после драки в ночном клубе был выгнан из команды. Затем Октавиус присоединился к команде колледжа Тринити Вэлли, где провёл 2 сезона, после чего вернулся в университет Цинциннати.
Летом 2016 года Эллис подписал свой первый профессиональный контракт с черногорским клубом «Морнар». В составе команды стал вице-чемпионом чемпионата Черногории. Средняя статистика Октавиуса в этом турнире составила 13,1 очка и 8 подборов за матч.
В июле 2017 года Эллис стал игроком «Енисея». В 6 матчах Единой лиге ВТБ Октавиус в среднем за игру набирал 6,7 очка и 4,8 подбора.
В декабре 2017 года он расторг контракт с красноярским клубом и подписал соглашение с «Промитеас». В составе греческого клуба Октавиус стал серебряным призёром чемпионата Греции. В последнем своём сезоне за команду Эллис набирал в среднем 10,2 очка и 6,9 подбора в матчах чемпионата Греции, а также 10,8 очка и 6,3 подбора в рамках Еврокубка.
В январе 2020 года Эллис перешёл в «Олимпиакос». В Евролиге средняя статистика Октавиуса составила 5,9 очка и 4,1 подбора за матч.
В конце июня 2021 года Эллис стал игроком «Тюрк Телеком». В 15 матчах Еврокубка Октавиус в среднем за игру набирал 8,5 очка и 5,9 подбора.
В сентябре 2022 года Эллис присоединился к «Гуандун Саузерн Тайгерс». В матчах Китайской баскетбольной ассоциации набирал 7,6 очка и 7,0 подбора в среднем за игру.
В январе 2023 года Эллис подписал контракт с «Универсо Тревизо». В 13 матчах чемпионата Италии его средняя статистика составила 11,8 очка и 7,6 подбора.
В сентябре 2023 года Эллис перешёл в «Уралмаш».
В сезоне 2023/2024 Эллис стал бронзовым призёром Кубка России и был включён в символическую пятёрку «Финала четырёх».
12 ноября 2023 года в матче против «Астаны» (72:80) Эллис установил рекорд сезона 2023/2024 Единой лиги ВТБ по подборам в одном матче – 17.
В январе 2024 года, по итогам голосования болельщиков, Эллис был выбран для участия в «Матче всех звёзд» Единой лиги ВТБ. В этой игре Октавиус провёл на площадке 15 минут 1 секунду и набрал 10 очков, 8 подборов, 2 передачи, 1 перехват и 1 блок-шот.
В марте 2024 года Эллис был признан «Самым ценным игроком» Единой лиги ВТБ. Средние показатели Октавиуса по итогам месяца составили 18,5 очка, 6,7 подбора и 4,0 передачи при 28,0 балла в рейтинге эффективности.
В мае 2024 года Эллис подписал новый 2-летний контракт с «Уралмашем».

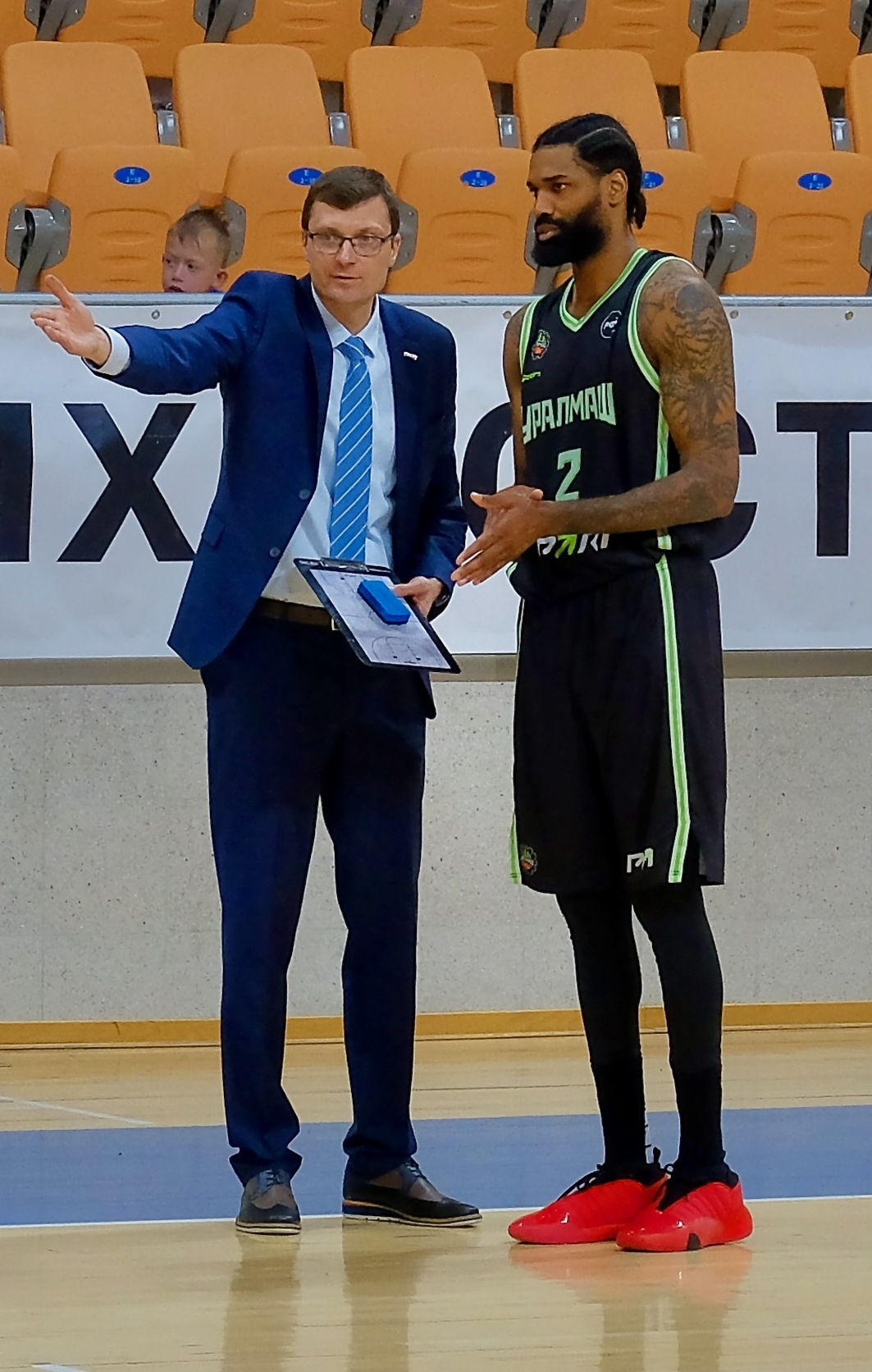
В составе «Уралмаша» с Р. Н. Вергуном (2023)
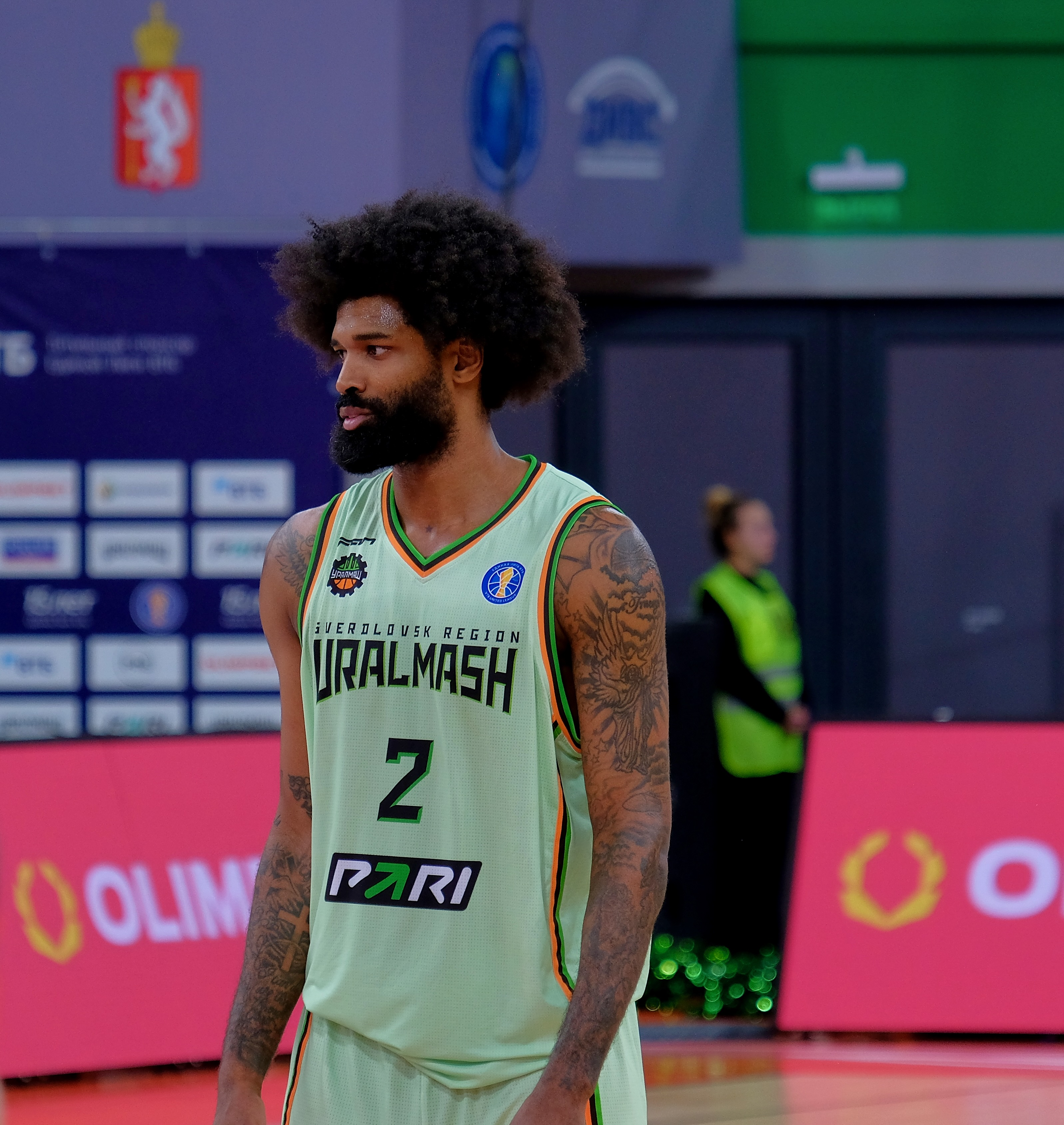
В составе «Уралмаша» (2024)
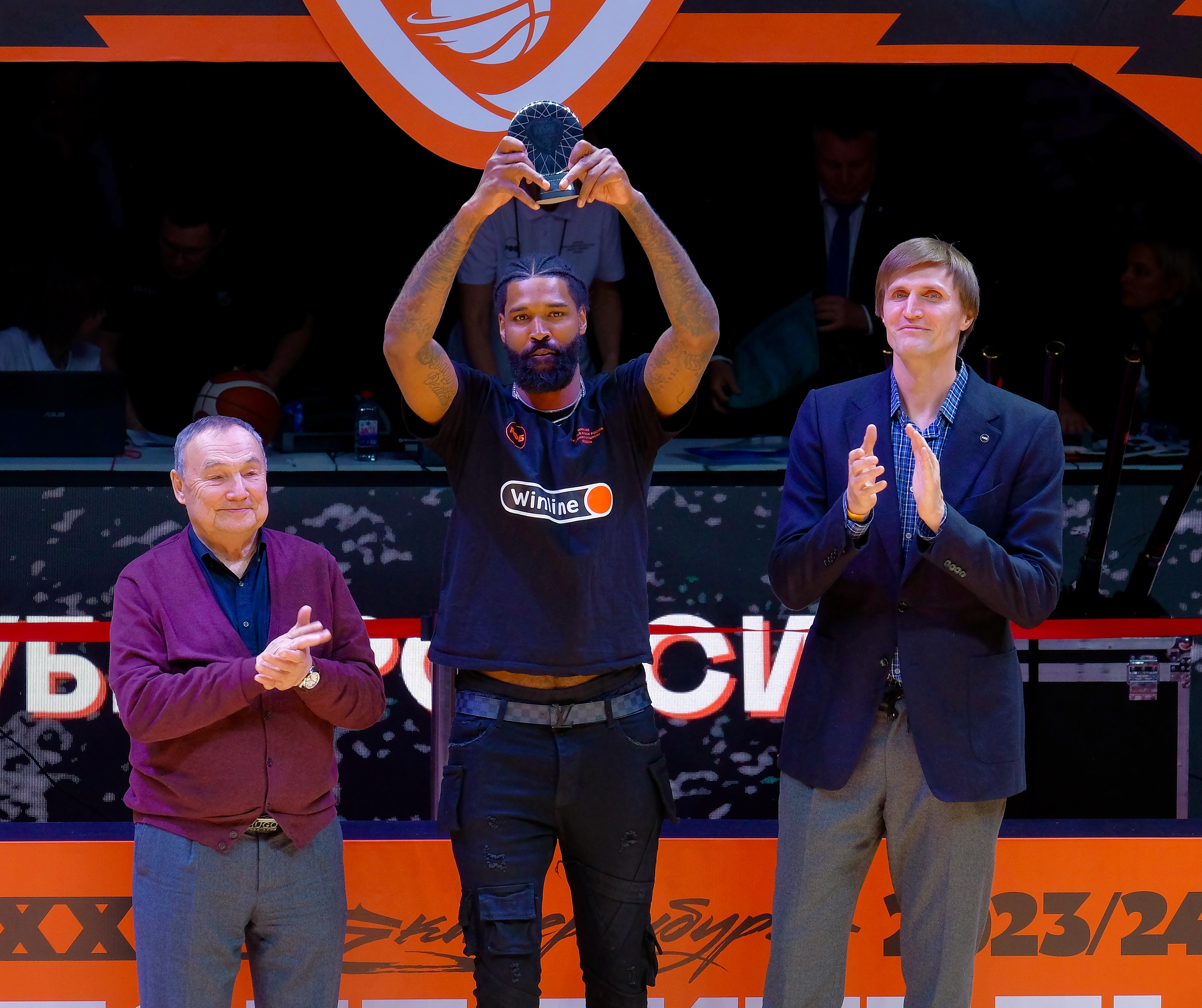
Получает награду участника символической пятёрки «Финала четырёх» Кубка России 2023/2024
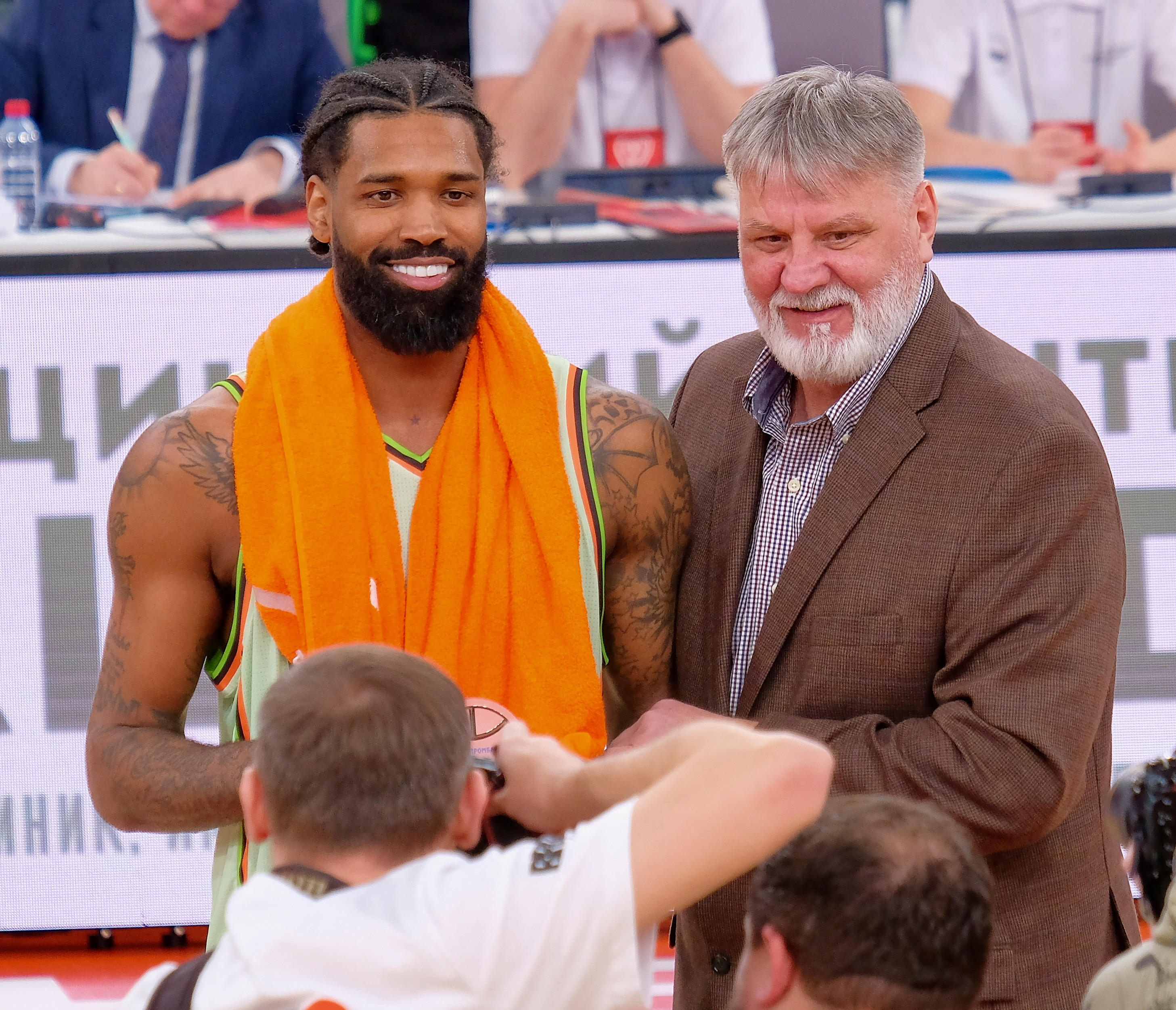
Получает из рук Валерия Тихоненко награду MVP полуфинального матча Кубка России 2023/2024

## Личная жизнь
Октавиус родился в баскетбольной семье. Его отец выступал за университет Мемфиса, а двоюродный брат Монта Эллис — бывший игрок НБА.

## Достижения
- Серебряный призёр чемпионата Черногории: 2016/2017
- Серебряный призёр чемпионата Греции: 2018/2019
- Бронзовый призёр Кубка России: 2023/2024